# Цыцурин, Фёдор Степанович
Фёдор Степанович Цыцурин (1814, Бирюч, Воронежская губерния — 1895, Санкт-Петербург) — русский врач-терапевт, почëтный лейб-медик Двора Его Императорского Величества и управляющий придворной медицинской частью, директор Медицинского департамента Военного министерства, действительный тайный советник, ординарный профессор и декан медицинского факультета Киевского университета.
Один из виднейших представителей русской медицины XIX века.

## Биография
Потомственный дворянин; сын помещика. Родился 12 (24) июня 1814 года в Бирюче Воронежской губернии.
Обучался в Бирюченском уездном училище, затем — в Харьковской гимназии, которую окончил в 1831 году. В 1835 году окончил медицинский факультет Императорского Харьковского университета, из которого был выпущен со званием лекаря первого класса и с отличием.
Затем до 1839 года работал практикующим врачом в Харьковской губернии. Для продолжения образования поступил на два года в Дерптский университет, после окончания которого получил степень доктора медицины в 1841 году.
Был командирован за границу для специального изучения клинической терапии в Германии, Франции и Англии, а после возвращения из заграничной поездки, в 1844 назначен ординарным профессором киевского Императорского университета Святого Владимира на кафедре терапевтической клиники с семиотикой (1844—1857).
В 1847—1850 — декан медицинского факультета киевского университета. Внëс большой вклад в дело борьбы с холерными эпидемиями. Профессор Цыцурин пользовался большим авторитетом среди медицинской профессуры, врачей, населения Киева.
Среди учеников Ф. С. Цыцурина известные в последующем в отечественной медицине профессора Л. К. Горецкий и Л. А. Маровский.
С 23 октября 1857 года по 25 августа 1861 года Цыцурин занимал должность президента Варшавской медико-хирургической академии и 8 декабря 1859 года был произведён в действительные статские советники. Назначенный 25 августа 1861 года непременным членом Военно-медицинского учёного комитета и переехав в Санкт-Петербург, он уже в следующем году (8 сентября 1862 года) занял пост директора Медицинского департамента Военного министерства; его служба в этой должности была отмечена пожалованием в лейб-медики Двора Е. И. В. (23 февраля 1865 года) и производством в тайные советники (27 марта 1866 года).
Оставив должность директора Медицинского департамента, Цыцурин пятнадцать лет был управляющим придворной медицинской частью (с 29 января 1867 года по 10 июля 1882 года). После освобождения от этой должности, Фёдор Степанович вплоть до конца жизни оставался на службе в качестве непременного члена Военно-медицинского учёного комитета, совещательного члена Медицинского Совета Министерства внутренних дел и члена Главного военно-госпитального (затем — Главного военно-санитарного) комитета, а 30 августа 1887 года был удостоен чина действительного тайного советника.
В 1840-е годы был лечащим врачом Н. Гоголя.
Умер 19 (31) декабря 1895 года в Санкт-Петербурге.

## Награды
- Орден Святой Анны 2-й степени с императорской короной (1854)
- Орден Святого Владимира 3-й степени (1857)
- Орден Святого Станислава 1-й степени (1861)
- Орден Святой Анны 1-й степени (1868)
- Орден Святого Владимира 2-й степени (1870)
- Орден Белого орла (1872)
- Орден Святого Александра Невского (17.04.1877, бриллиантовые знаки этого ордена пожалованы 12.04.1881)

## Избранные труды
- «Nonnulla de typho abdominali (fievre typhoide Gallorum), praecipue quod attinet ad causam proximam et diversam adhibendae curationis rationem» (диссертация, Дерпт, 1841);
- «Вступление в курс частной терапии, семиотики и клиники внутренних болезней» («Журнал Министерства Народного Просвещения», 1845);
- Отчет о путешествии доктора медицины Цыцурина с 15 августа 1842 по 15 февраля 1843 года, [предпринятого с целью ознакомления с врачебными учреждениями Италии, Швейцарии и Южной Франции] (1857);
- монография «О холере» (совместно с проф. Козловым и Вальтером, Киев, 1848);
- ряд статей в медицинских журналах Российской империи.